# Nikita Cuffe
Nikita Cuffe (* 26. September 1979 in Brisbane) ist eine ehemalige australische Wasserballspielerin. Sie war Weltmeisterschaftszweite 2007 sowie Olympiadritte 2008.

## Sportliche Karriere
Die 1,79 Meter große Nikita Cuffe spielte für die Queensland Breakers und für das Sportteam der Universität Sydney.
Bei der Weltmeisterschaft 2001 in Fukuoka stand Cuffe erstmals im Kader der australischen Mannschaft. Die Australierinnen verloren im Viertelfinale mit 1:4 gegen die Italienerinnen und belegten nach den Platzierungsspielen den fünften Rang. Zwei Jahre später bei der Weltmeisterschaft in Barcelona unterlagen die Australierinnen im Viertelfinale mit 4:8 gegen die Mannschaft aus den Vereinigten Staaten. Am Ende stand der siebte Platz. 2004 bei den Olympischen Spielen in Athen gewannen die Australierinnen ihre Vorrundengruppe vor den Italienerinnen, wobei der direkte Vergleich mit 6:5 für die Australierinnen endete. Im Halbfinale verloren die Australierinnen mit 2:6 gegen die Griechinnen. Das Spiel um die Bronzemedaille endete mit einer 5:6-Niederlage gegen das US-Team. Cuffe wirkte in allen fünf Partien mit, erzielte aber kein Tor.
Drei Jahre später war Melbourne Austragungsort der Weltmeisterschaft 2007. Die Australierinnen gewannen ihre Vorrundengruppe und besiegten im Viertelfinale die Italienerinnen mit 12:8. Mit einem 12:9 gegen die Russinnen im Halbfinale erreichten die Australierinnen das Finale und unterlagen dann dem US-Team mit 5:6. 2008 bei den Olympischen Spielen in Peking belegten die Australierinnen in der Vorrunde den zweiten Platz hinter den Ungarinnen und vor den Niederländerinnen. Die Australierinnen erreichten das Halbfinale mit einem 12:11-Sieg über die Chinesinnen. Nach der 8:9-Niederlage gegen das US-Team im Halbfinale trafen die Australierinnen im Spiel um Bronze auf die Ungarinnen und gewannen mit 12:11 nach Shootout. Nikita Cuffe erzielte als Centerspielerin insgesamt drei Treffer, darunter zwei beim 12:11 gegen China im Viertelfinale.